# Bitva u Thyatiry
Bitva u Thyatiry se odehrála v roce 366 u Thyatiry, na území starověké Lýdie, mezi armádou římského císaře Valense a armádou uzurpátora Procopia, vedenou jeho generálem Gomoariem.
Po smrti císaře Juliana při tažení proti Persii v roce 363 byl jeho vzdálený příbuzný Procopius posledním žijícím potomkem Konstantina I. Toto spojení s uctívanou konstantinskou dynastií činilo z Procopia potenciálního uzurpátora, přesto mu císař Jovianus umožnil pokojně se uchýlit na svá panství v Kappadokii. Jovianův nástupce Valens byl méně důvěřivý a poručil nechat Procopia zabít. Procopius před císařskými popravčími utekl do exilu v taurském Chersonésu. V roce 365, když Valens opustil Konstantinopol, se Procopius vrátil z exilu a zmocnil se kontroly nad hlavním městem a přilehlými provinciemi Thrákie a Bithýnie. Pro svůj konstantinský původ si nárokoval trůn a toto zdůrazňoval sliby a penězi pro císařské vojáky, aby si je získal na svou stranu. Aby si nárok na trůn ještě více pojistil, při každém veřejném vystoupení udržoval ve své blízkosti Faustinu, vdovu po císaři Constantiovi II. a její malou dceru Flavii Constantinu.
Císař Valens byl z této uzurpace zoufalý, ale situaci zachránili jeho generálové, Salutius, Arintheus a Arbitio. Armáda určená pro tažení na východ byla přesměrována proti Procopiovi, ten se proti ní vydal z Konstantinopole na východ. Obě vojska se setkaly u Thyatiry. Valensovi důstojníci mluvili se vzbouřenými vojáky, z nichž mnohým veleli v předchozích válkách, a povzbuzovali je, aby se znovu připojili k legitimnímu císaři. Procopius bitvu prohrál poté, co velká část jeho armády ho zradila a přešla zpět k Valensovi. V následující akci u Nacolie ve Frýgii byl Procopius 27. května poražen a po bitvě popraven.